# Zelené peklo
Zelené peklo (v anglickém originále Basic) je americko-německý filmový thriller z roku 2003. Režisérem filmu je John McTiernan. Hlavní role ve filmu ztvárnili John Travolta, Connie Nielsen, Samuel L. Jackson, Tim Daly a Giovanni Ribisi.

## Obsazení
| John Travolta     | Tom Hardy     |
| Connie Nielsen    | Julia Osborne |
| Samuel L. Jackson | Nathan West   |
| Tim Daly          | Bill Styles   |
| Giovanni Ribisi   | Levi Kendall  |
| Brian Van Holt    | Ray Dunbar    |
| Taye Diggs        | Jay Pike      |
| Dash Mihok        | Mueller       |
| Roselyn Sánchez   | Nuňez         |